# Laphria glauca
Laphria glauca är en tvåvingeart som beskrevs av Günther Enderlein 1914. Laphria glauca ingår i släktet Laphria och familjen rovflugor. Inga underarter finns listade i Catalogue of Life.